# Perateja
Perateja (starogrško Περάτεια, latinizirano: Peráteia, dob. 'kraj onkraj [morja]')  je bilo čezmorsko ozemlje Trapezudskega cesarstva, ki je obsegalo krimsko mesto Herson in Kerč in njuno zaledje. Ozemlje je med bizantinsko vladavino verjetno upravljano  iz Trapezunda, preden so Komneni ustanovili svoje cesarstvo nekaj tednov po koncu četrte križarske vojne in plenjenju Konstantinopla leta 1204. 
Trapezundski nadzor nad Peratejo je bil skoraj od samega začetka šibek, do smrti Alekseja I. Trapezundski leta 1222 pod stalnim pritiskom  Genovežanov in Tatarov. Leto zatem so Peratejo napadli Turki Seldžuki  in na Krimu zgradili trdnjavo Sudak, da bi preusmerili krimsko trgovino iz Trebizonda v seldžuški Sinop. Po teh dogodkih so  Peratejo upravljali Gabrasi, družina trapezuntskih magnatov, ki je kasneje ustanovila Kneževino Teodoro.

## Vira
- Brief history of Theodoro Principality (Mangup)
- La dernière reconquête de Sinope par les Grecs de Trébizonde (1254-1265) - Persée (persee.fr)